# 内股

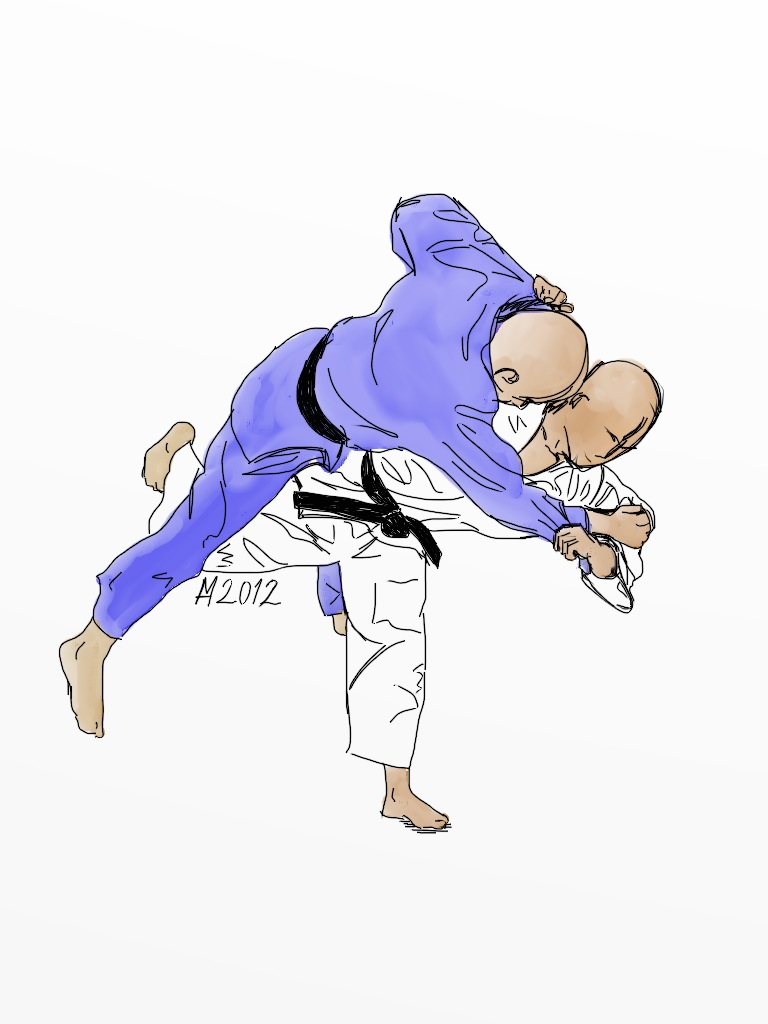
内股のイラスト

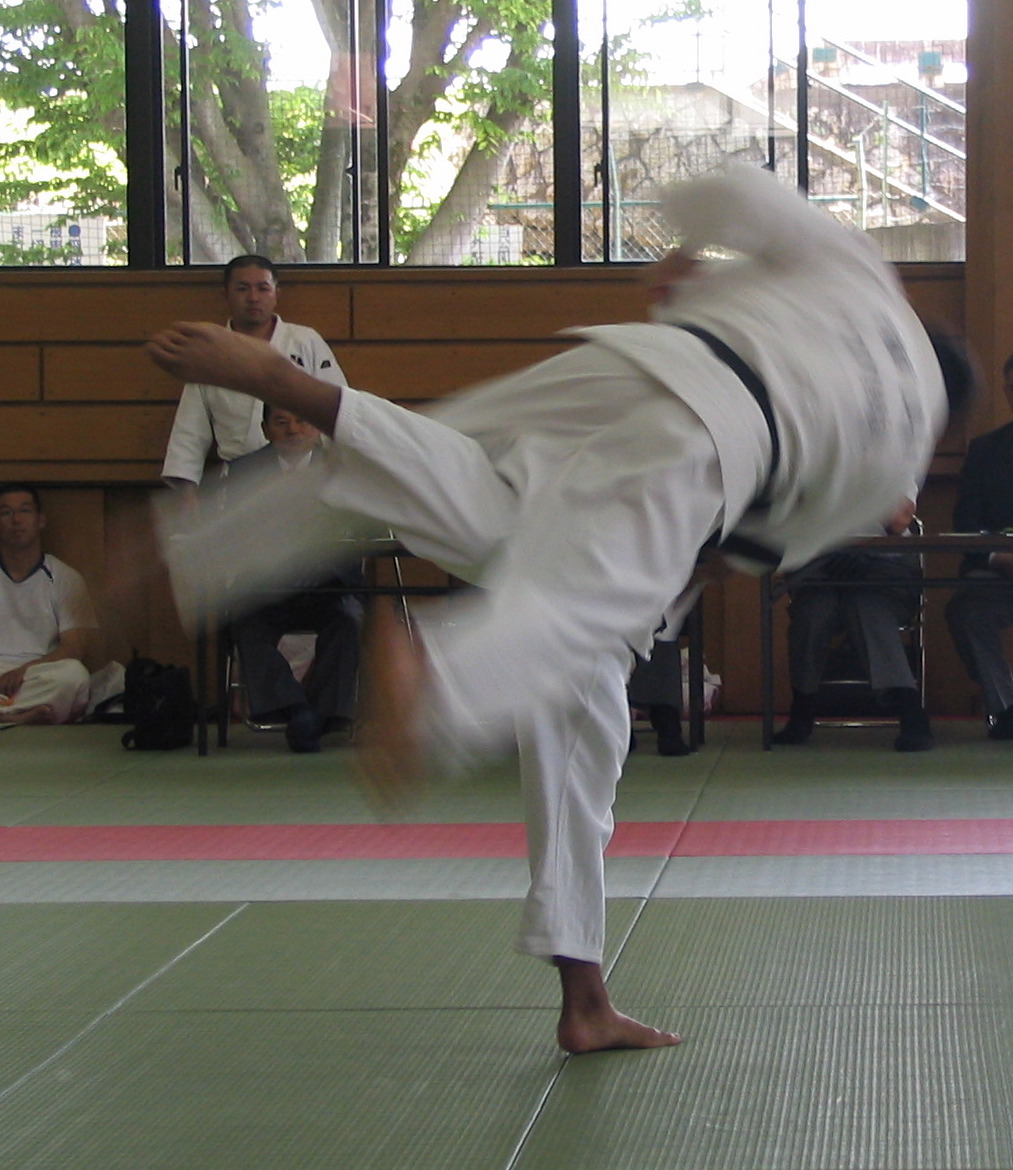
内股の実演

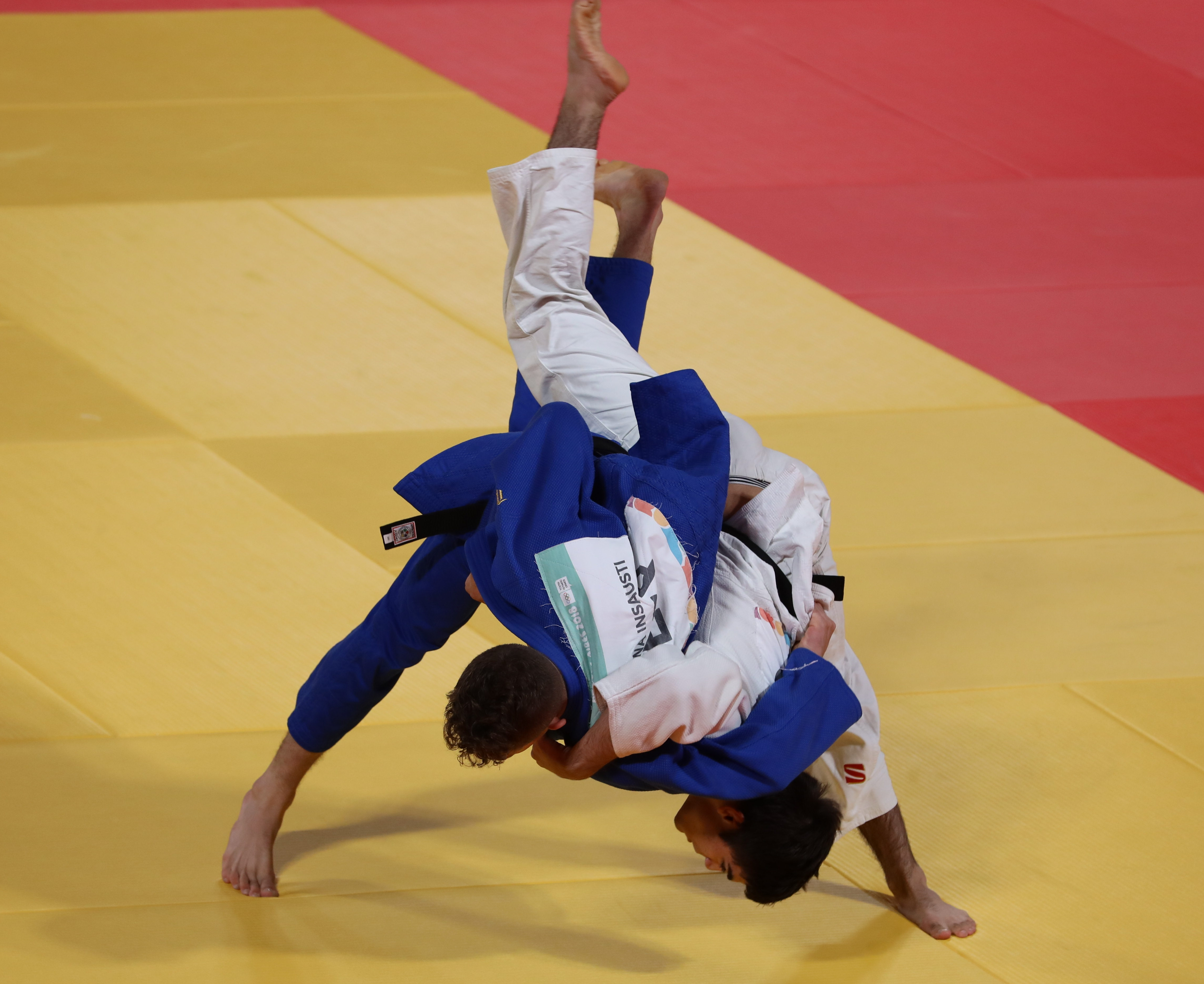
2018年ブエノスアイレスユースオリンピックでの後帯を持った青柔道着の柔道家による内股

内股（うちまた）は、柔道の投技の足技の一つ。講道館や国際柔道連盟 (IJF) での正式名。IJF略号UMA。

## 概要
相手の股の間から脚を跳ね飛ばして投げる技。相手を前方に崩し、体捌き（前回りさばき、後ろ回りさばき）または、継ぎ足（足を継ぎ足す）から、自分の刈脚（右組の場合は右脚、左組の場合は左脚）で跳ね上げる様にして投げる。
内股は地味な技が多い足技の中でも、ダイナミックと言える位、派手な技でありながら、簡単な割には相手が防げないというメリットがあり、試合で多く使われる。
IJFワールド柔道ツアーでは、2016年と2017年の一本での決り技は共に頻度4位、投技では共に頻度1位である。一般に腕や脚の長い長身の選手に向いている技とされる。
以下の歴史の項にある様に、技術的に足技の内股である大内股と腰技の内股である高内股の2つの理合に大別できる。

## バリエーション

### 大内股
大内股（おおうちまた）は足技の内股で基本形の内股。相手を腰に乗せず、股の間から脚を跳ねる際、掛けられていない方の脚も上がる様にして、相手は、自分の後方で、横に回転して倒れる。跳ね上げる相手の内腿は左右どちらでもいいが、相手の内腿を跳ね上げた時に、自分の刈脚を曲げて外側の脛も使って投げる場合は腰技の跳腰となる。投の形で演じられている。
右組の場合、相手を右前方に崩しながら弧を描くように移動し、その円の中心を取って右腿で相手左内腿を払い上げて投げる。跳ね上げると言うよりは遠心力で投げるという理合いとなり、投の形に見られる技法。こちらの理合では相手右腿は（よほど股関節が柔らかくないと）跳ね上げられない。こちらの方が、小外掛等で返されるリスクが少ない。
1948年の講道館機関誌『柔道』で玉嶺生は、相撲では「からみなげ」、「掛け投げ」と呼ばれている、としている。しかし、掛け投げは、相手を浮かせなくていい。柔道でも、この方法で掛けた方が、楽に投げられる可能性がある。その際、掛け脚（刈脚）は、太腿内側よりも、脛の内側を掛けて投げた方が、掛かりが良い。

#### ケンケン内股
ケンケン内股（ケンケンうちまた）は片足でケンケンしながら相手の軸脚を追い込んで投げるという大内股。試合では、先に脚を相手の股に入れてからの技法も使われている。相撲でいうところの掛け投げはこれに近く、相手がこらえた時には、まさにケンケン内股と同じく、ケンケンの状態になる為、「けんけん」と呼ばれている。

### 高内股
高内股（たかうちまた）は腰技の内股。右組の場合、相手を前方に崩し、前回りさばきから相手の腰に自分の腰をぶつけ腰に乗せながら、相手の内腿（太腿の内側）を自分の右太腿で跳ねあげるようにして投げる。単に内股といった場合、こちらの理合（内股と跳腰の中間の様な形の内股）を指すことが多い。跳ね上げる相手の腿は左右どちらもあり得るが、右股を跳ね上げる場合は跳腰に近くなる。この腰技の内股は簡単に言えば、跳腰と内股の（腰技と足技の）中間ともいえる。
谷亮子と激戦を繰り広げた事で知られる中村淳子は、「安定させる事で、意図的ではない、悪いケンケン内股にならないようにする（中村は野瀬清喜の指導の下、内股と大外刈を会得し、得意技としたが、覚えたての当時、中村は下半身が安定していなかったという事もあったため。）という事と、左脚（跳ね上げる相手の脚は、自分の刈り脚と逆の方の脚）を狙うと長身の相手に堪えられやすくケンケン内股になりやすい。」という理由から、右脚（跳ね上げる相手の脚は、自分の刈り脚と同じ方の脚）を必ず狙って、内股を仕掛けていたという。
また、手島奈美は右脚（跳ね上げる相手の脚は、自分の刈り脚と同じ方の脚）を狙うと、「相手の重心が掛かった足なので、返されにくい（特に、すかされにくくなる）。」というメリットがあると語っている。
1948年の講道館機関誌『柔道』で玉嶺生は、相撲では「上手投げ」、「下手投げ」、「首投げ」と呼ばれよう、と述べている

### 小内股
小内股（こうちまた）は相手の脚の低い位置に掛ける足技の内股。他はほとんど大内股と同じである。

### フロント内股
フロント内股（ふろんとうちまた）は相撲の櫓投げの様な内股。櫓投げは柔道の正式な技名称にはないが、1930年の柔道家尾形源治著『柔道神髄』で紹介されている。柔道では櫓投げは移腰に分類されたり、相手の後帯を持てば帯取返に分類されたりもしている。

## 返し技
上記の様に、内股は練習・試合で頻繁に使われている事もあり、その分、返し技も多く存在する。内股への特有の技としては、内股すかし、内股返がある。
他に掬投、小外掛、谷落、飛腰、体落等、多様な返し方も開発されている。但し、内股の掛け方の工夫次第で返されるのを防げるだけでなく、特に、内股すかし、内股返等の後の先系の技は、そもそも難易度が高い為、決める事が難しい。

## 歴史
もともとは投の形に見られるように、手の使い方等は、支釣込足に近く、相手のタイミングをとらえる事が重要という点で足技の技法であった。後に「大内股」と呼ばれた。
明治末期から大正期になると、跳腰の流行があり、その技術（原型である跳腰の形）を中野正三が導入し、跳腰の腰技の技術を足技に変化させた事で、腰技の内股に近い技法高内股ができあがった。
内股の技術が完成すると跳腰に取って代わるような形で広く普及した。その一方で、元々の足技の内股を使う選手は殆どいなくなってしまった。従って、後の内股は、技術的には腰技の技法であるといえるが、本来、内股は足技であるため、技の分類上はかつての足技のままとなっている。
また、上記のケンケン内股等の様に、腰技の技術とは言えないものもある。